# Bois de Boulogne (film)
 (juillet 2025).
Pour les articles homonymes, voir Boulogne et Bois de Boulogne (homonymie).
Pour plus de détails, voir Fiche technique et Distribution.
Bois de Boulogne sont deux  films : Bois de Boulogne (Porte de Madrid) et Bois de Boulogne (Touring-club) de Georges Méliès, sortis en 1896. Actuellement, ces deux films sont considérés comme perdus.